# The Kitahama
De The Kitahama (ザ・キタハマ) is een torenflat in de wijk Chūō-ku in de Japanse stad Osaka. Het gebouw is 209,3 meter hoog, waarmee deze de hoogste woontoren van Japan is. De bouwwerkzaamheden duurden van 2006 t/m maart 2009 en begonnen na de sloop van een warenhuis van Mitsukoshi in 2005. Het gebouw telt 465 appartementen verdeeld over 54 verdiepingen. Zowel op de begane grond als op de elfde verdieping is er een ontvangsthal. Het is gebouwd door Kajima Bouw. 

## The Kitahama Plaza
Aan de woontoren is ook een bedrijfsgedeelte gekoppeld voor winkels, restaurants etc. The Kitahama Plaza. 
- Fresco (supermarkt)
- Konami Sports CLub (fitnesscentrum)
- Lawson

## Bereikbaarheid
Het gebouw is te bereiken via de stations Kitahama aan de Sakaisuji-lijn en de Keihan-lijn.